# Lilian Calmejane
Lilian Calmejane (* 6. prosince 1992 Albi) je francouzský profesionální silniční cyklista jezdící za UCI WorldTeam Intermarché–Circus–Wanty. Mezi jeho největší úspěchy patří etapová vítězství v třítýdenních závodech Vuelta a España v roce 2016 a Tour de France v roce 2017.

## Kariéra
Profesionální kariéru započal v týmu Total Direct Energie (dříve jen Direct Energie) pod vedením Jean-René Bernaudeaua.
Hned ve své první sezóně mezi profesionály se mu podařilo zvítězit ve 4. etapě Vuelta a España 2016.
Následující sezóna 2017 pro něj byla z hlediska vítězství nejúspěšnější. Ovládl celkovou klasifikaci etapových závodů Étoile de Bessèges, Settimana Internazionale di Coppi e Bartali a Circuit de la Sarthe. V každém z těchto závodů si navíc připsal vždy po jednom etapovém vítězství. Ovšem opravdovým vrcholem sezóny 2017 se stalo etapové prvenství v 8. etapě Tour de France 2017.
Od roku 2021 jezdí za AG2R Citroën Team a stal se tak po boku Grega Van Avermaeta či Boba Jungelse jednou z četných posil týmu. Jedná se též o jeho vůbec první angažmá ve World Tour teamu.

## Výsledky na Grand Tours
| Grand Tour      | 2024 |
| --------------- | ---- |
| Giro d'Italia   | 42   |
| Tour de France  |      |
| Vuelta a España |      |

| —   | Nezúčastnil se |
| DNF | Nedokončil     |